# Egyptian Hall
O Egyptian Hall em Piccadilly, Londres foi originalmente encomendado por William Bullock para ser um museu e abrigar sua coleção particular (que incluía curiosidades trazidas dos Mares do Sul pelo Capitão Cook). Foi um dos primeiros edifícios da Inglaterra a ser influenciado pelo estilo Egito Antigo, inspirado pelo crescente conhecimento na Europa dos vários templos no rio Nilo, das Pirâmides e da Esfinge. Bullock usou o hall do edifício para encenar vários espetáculos, com os quais ganhava dinheiro na venda dos ingressos. O Hall foi concluído em 1812 ao custo de £16.000. O museu foi várias vezes chamado de Museu de Londres, Egyptian Hall ou Museu, ou Museu de Bullock.

## História
O Hall foi considerado um sucesso. Em 1816, a exibição de relíquias da época de Napoleão - inclusive a carruagem de Napoleão tomada em Waterloo - foi vista por cerca de 220 mil visitantes. Três anos depois, Bullock vendeu sua coleção de história etnográfica e natural em leilão e transformou o museu em um hall de exibição. O Egyptian Hall tornou-se um importante local de exibição de arte pois era um das poucas galerias em Londres capaz de exibir trabalhos de grande porte. Em 1820, A Balsa da Medusa de Théodore Géricault foi exibida do dia 10 de junho até o final daquele ano, quase ofuscando a "A Entrada de Cristo em Jerusalem" de Benjamin Robert Haydon, disponível no cômodo ao lado. Haydon alugou quartos para exibir seus trabalhos em várias ocasiões. Em 1821, as exibições incluíram o tumba de Seti I de Giovanni Battista Belzoni e "Alegoria de Waterloo", de James Ward. Já em 1822, uma família de latifundiários com sua rena foi importada para ser mostrada em frente a um pano de fundo pintado e no qual os visitantes podiam passear de trenó.
O vendedor de livros George Lackington tornou-se dono do Hall em 1825 e usou as instalações para mostrar panoramas, exibições de arte e produções de entretenimento. O Hall ficou conhecido e associado às aquarelas. A antiga Associação da Aquarela expôs entre 1821-22 e foi contratada por Charles Heath para mostrar as aquarelas encomendadas de Joseph Mallord William Turner sobre as paisagens pitorescas da Inglaterra e País de Gales. O Hall exibiu a produção de Turner por alguns anos e também foi palco de exibição para produções da Sociedade dos Pintores de Aquarela.
Na "Galeria Dudley" do Egyptian Hall, foi guardada a valiosa coleção de imagens de Earl of Dudley durante a construção da própria galeria Dudley House em Park Lane. O quarto "Galeria Dudley" inspirou o nome da Sociedade Artística Dudley Gallery (também conhecida como "A velha sociedade de arte Dudley") quando inauguraram o espaço para exibições em 1861. Foi escolhido para as primeiras mostras do influente "New English Art Club".
O salão foi usado principalmente para entretenimentos populares e palestras. Albert Smith expôs "Ascensão de Mont Blanc", ilustração dos picos alpinos.
No final do século 19, o Hall foi palco para performances de mágica e espiritualismo devido ao número de artistas contratados dessa área. Em 1873, William Morton assumiu a gestão do Hall e o modificou para Maskelyne e Cooke, que administraram o lugar por 31 anos. O Hall tornou-se a casa inglesa do mistério. Muitas performances foram exibidas, feitas até por charlatãos. A última exibição aconteceu em 5 de janeiro de 1905.
Em 1905, o prédio foi demolido para dar lugar à apartamentos e escritórios na Picadilly Circus, 170-173.

## Lendas Urbanas sobre Egyptian Hall
No início do século, nas cercanias da região de Piccadilly Circus Station, na Inglaterra, foi relatado aparições de uma estranha criatura que acreditava-se ser do homem-mariposa ou Mothman. Alguns descreviam esta sinistra figura como um cavaleiro alado acompanhado de seu cão negro (o famoso black dog) de olhos vermelhos, que são supostamente vistos à noite dentro dos túneis do metrô de Londres. Estas estranhas aparições começaram a ser descritas, coincidentemente, logo após a demolição do famoso teatro Egyptian Hall, em 1903, na cidade de Londres.

## Casa do Mistério
A Egyptian Hall foi uma conhecida Casa do Mistério, o centro de ilusionismo da família dos mágicos Maskelyne, sendo o mais famoso Jasper Maskelyne - para alguns, um nome acrônimo do agente oculto Magister MaskMelin, um mágico espião desaparecido no começo da Segunda Guerra Mundial. Mas, segundo outras versões, depois da demolição do Egyptian Hall, foram encontradas estranhas cavernas que serviram para encobertar um esconderijo de uma certa organização secreta de agentes conhecidos como Lantern's denominada “The Seven Circle“, que se utilizava da expansão de algumas linhas do metrô da região de Piccadilly para ter acesso a toda a cidade de Londres através de seus subterrâneos túneis. Estas afirmações estão descritas nos relatórios do serviço secreto inglês, e estão pouco a pouco, sendo liberados ao domínio público. Alguns destes documentos se transformaram em hoax pela  internet, e muitas das suas informações secretas explicam vários mistérios e as lendas urbanas sobre o Mothman ou do cavaleiro alado e seu cão negro nos metrôs de Londres.